# Gabinet Franklina Pierce’a
Gabinet Franklina Pierce’a – został powołany i zaprzysiężony w 1853.

## Skład
| Departament/Funkcja | Zdjęcie | Imię i nazwisko  | Kadencja  |
| ------------------- | ------- | ---------------- | --------- |
| Prezydent           |         | Franklin Pierce  | 1853-1857 |
| Wiceprezydent       |         | William R. King  | 1853      |
| Sekretarz stanu     |         | William L. Marcy | 1853-1857 |
| Skarb               |         | James Guthrie    | 1853-1857 |
| Wojna               |         | Jefferson Davis  | 1853-1857 |
| Sprawiedliwość      |         | Caleb Cushing    | 1853–1857 |
| Poczta              |         | James Campbell   | 1853–1857 |
| Marynarka wojenna   |         | James C. Dobbin  | 1853-1857 |
| Zasoby wewnętrzne   |         | Robert McClland  | 1853-1857 |